# Martinifriedhof (Braunschweig)

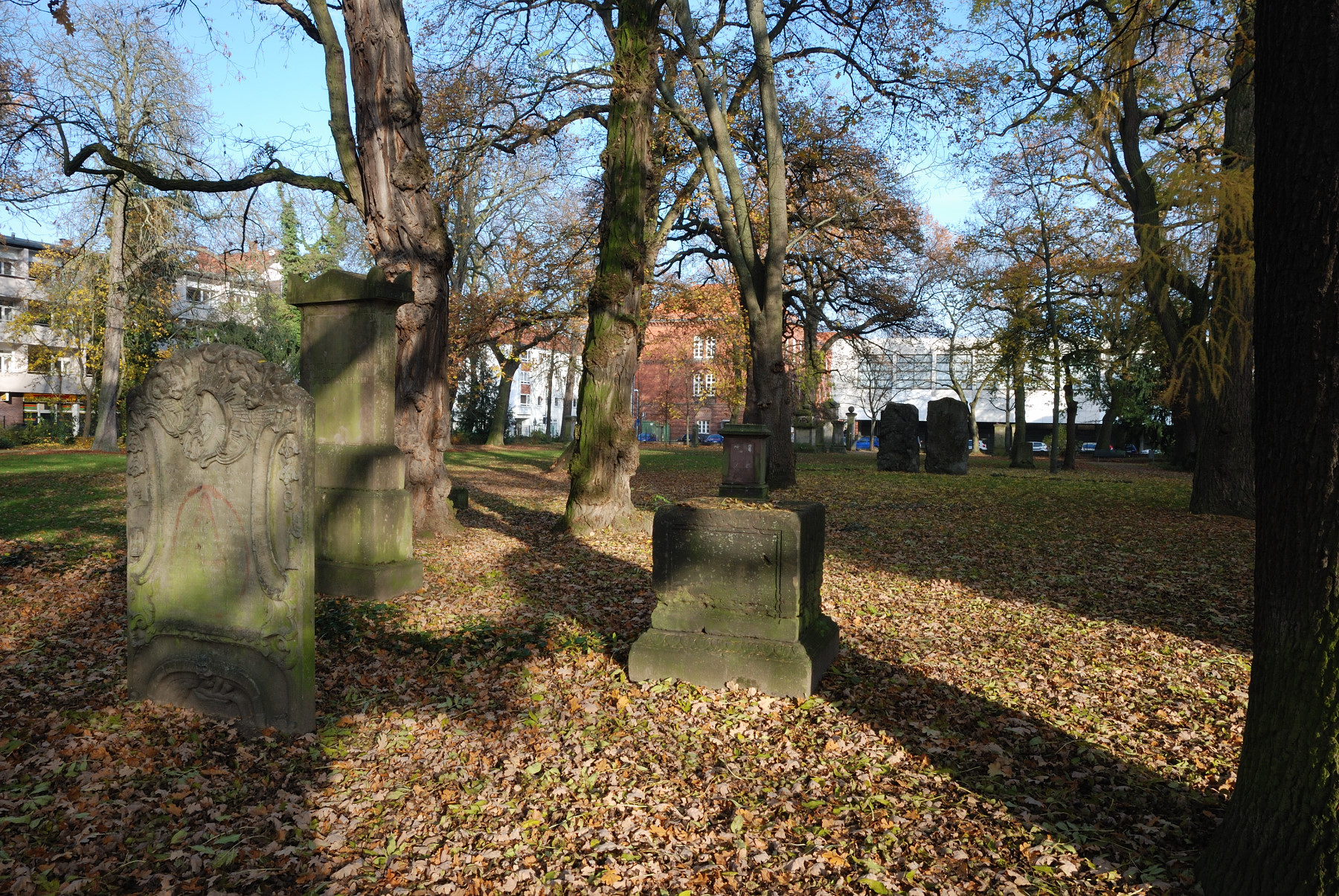
Blick auf den Martinifriedhof

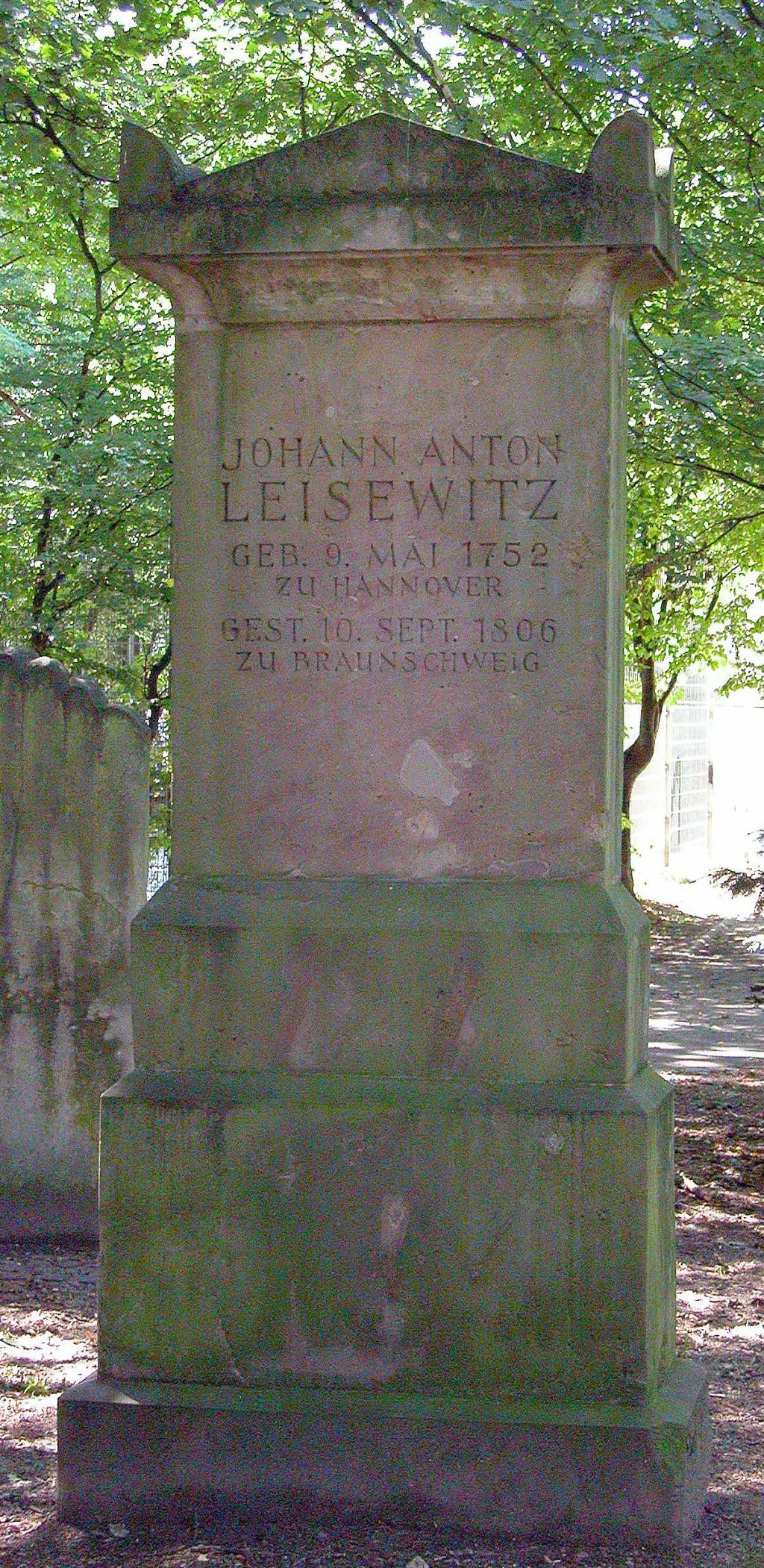
Grab von Johann Anton Leisewitz

Der Martinifriedhof im Westlichen Ringgebiet in Braunschweig ist ein historischer Friedhof, der 1712 angelegt wurde. Heute dient er als öffentliche Grünanlage. Die als Baudenkmal geschützte Anlage besitzt noch eine kleine Anzahl an Grabsteinen und ist letzte Ruhestätte bekannter Persönlichkeiten. Der ehemalige Friedhof der Martinigemeinde ist mit einem Zaun eingefasst und befindet sich an der Goslarschen Straße zwischen der Kreuzstraße und dem Hohestieg.

## Geschichte
Der Martinifriedhof ist einer von mehreren Friedhöfen, die entlang der Goslarschen Straße angelegt wurden. Darunter auch der Petrifriedhof. Die Goslarsche Straße ist eine alte Straße, die bereits im Mittelalter existierte und außerhalb und westlich der Braunschweiger Stadtbefestigung in Nord-Süd-Richtung entstand. Sie verband die beiden Handelswege, die nach Celle und nach Kassel und Frankfurt führten, miteinander. Ein Teil heißt heute Juliusstraße. Sie besteht zudem in räumlicher Nähe zu den mittelalterlichen Kirchen der Altstadt Braunschweigs, die im 17. und 18. Jahrhundert damit begannen ihre Friedhöfe aus dem Stadtinneren vor die Stadttore zu verlagern.
Die Angehörigen der Gemeinde St. Martini wurden einst direkt an der Martinikirche um die Paulskapelle herum beerdigt. An Stelle dieses Friedhofs entstand der Platz „An der Martinikirche“. Der neue Friedhof wurde 1712 angelegt. Ein weiterer Friedhof befand sich am Hohen Tor und wurde 1756 dem Heilig-Geist-Spital übergeben. 1716 wurde der Friedhof erweitert, 1767 wurden für eine Erweiterung Nachbargrundstücke vom Großen Waisenhaus abgekauft.
Mit der Einweihung des Braunschweiger Zentralfriedhofs am 1. Oktober 1887 wurden die alten dezentralen Friedhöfe nicht mehr benötigt und nach und nach stillgelegt. Die letzte Bestattung auf dem Martinifriedhof fand 1909 statt. Der ehemalige Friedhof wurde 1937 auf Anregung von Bürgern in eine öffentliche Grünanlage umgestaltet. Die Ruherechte sind erloschen. Ein Teil der Friedhofsfläche wurde mit öffentlichen Gebäuden bebaut.
Ab den 1960er Jahren entstanden Platzanlagen und Teile des Friedhofs wurden asphaltiert. Die Nutzung als von mehreren Seiten zugängliche Grünanlage führte zu Schädigungen an der erhaltenen Bausubstanz und zu Vandalismus.
2009 wurde die Grünanlage grundlegend saniert. Dabei wurde versucht, der Friedhofsanlage ihren ursprünglichen Charakter wiederzugeben und sie als ansprechenden Park zu gestalten. Ein historischer Belegungsplan ist nicht vorhanden, wodurch die ursprüngliche Aufteilung der Grabfelder nicht mehr nachvollziehbar ist. Jedoch wurden die noch vorhandenen Grabanlagen gestalterisch hervorgehoben. Die Asphaltflächen und einige Poller und Bänke wurden entfernt, Wegflächen wurden reduziert und Querverbindungen aufgehoben. Junge wildwachsende Bäume wurden beseitigt und Bodendecker und niedrige Sträucher gepflanzt. Die Grünanlage wurde mit einem Zaun eingefriedet. Das alte Friedhofstor an der Goslarschen Straße wurde zum zentralen Eingang gestaltet. Das Tor, die Pfeiler und Sandsteinmauern wurden saniert. Zur Erschließung der Grünanlage wurde ein Rundweg geschaffen.
An den Kosten der Sanierung beteiligten sich die Stadt Braunschweig, die Richard-Borek-Stiftung und der Ev.-luth. Kirchenverband Braunschweig gemeinsam.
Am 22. Juli 2009 übergab Oberbürgermeister Gert Hoffmann feierlich die sanierte Anlage wieder der Öffentlichkeit.

## Grabstätten (Auswahl)
- Johann Arnold Ebert (1723–1795), Schriftsteller und Übersetzer
- Drost von Rhetz († 1787)
- Rudolf Friedrich Henneberg (1826–1876), Maler mit seiner Ehefrau Minna
- Johann Anton Leisewitz (1752–1806), Dichter, Schriftsteller und Jurist
- Ernst Sigismund von Lestwitz, führender Freimaurer, der Grabstein wurde 1779 durch Herzog Ferdinand errichtet
- Hermann Tönnies (1694–1770) mit seiner Ehefrau Magdalena Catharina (1705–1786)